# Robert Gauthier

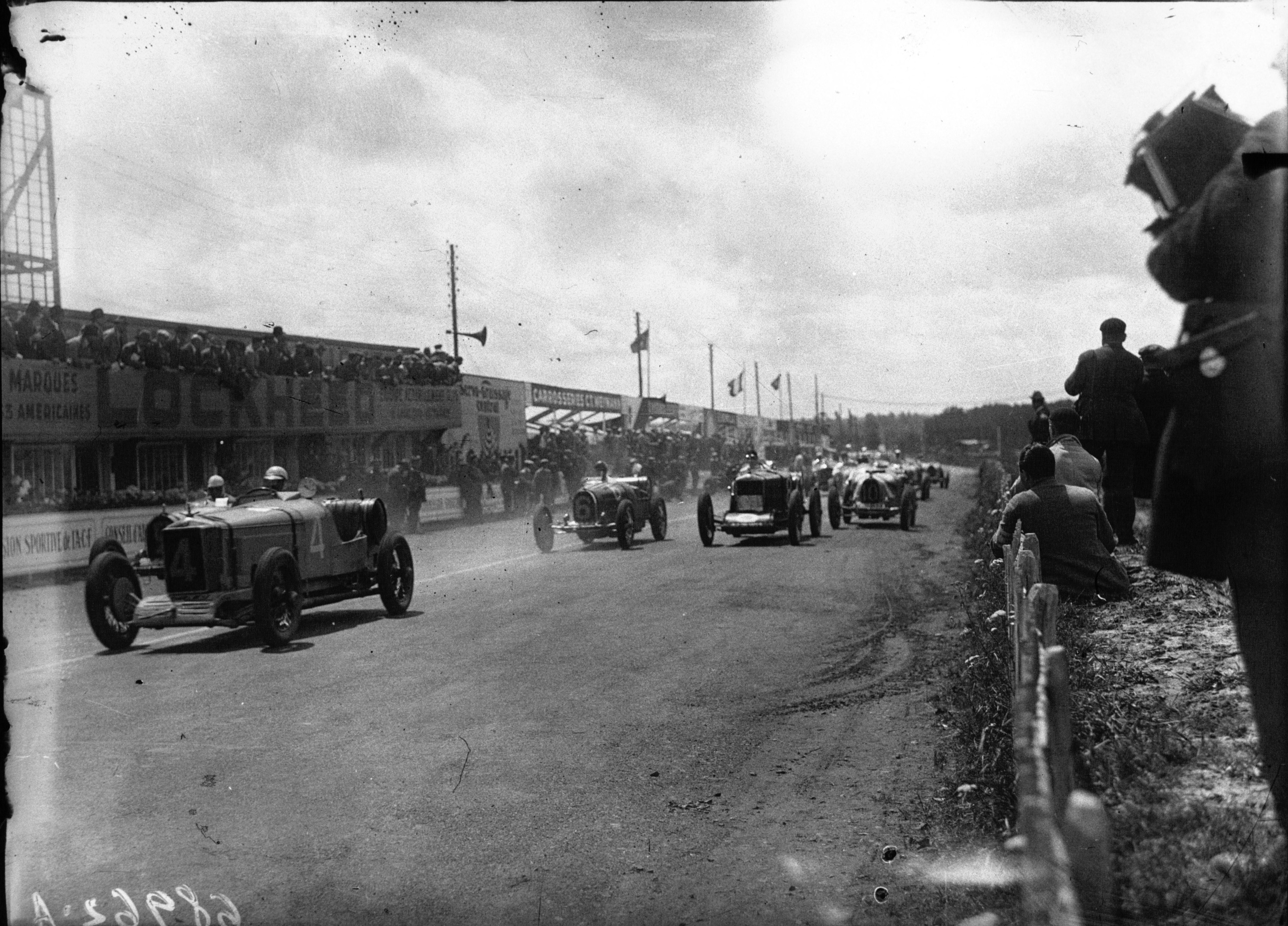
Robert Gauthier au Grand Prix de France en 1929 (deuxième, en partant de la gauche derrière Jean Chassagne).Il terminera 6e.

Robert Gauthier était un pilote automobile français sur circuits.

## Biographie
Il concourut en Grand Prix nationaux de 1926 (dès le Grand Prix de la Marne, avec un premier podium) à 1932 (dernière course au Grand Prix de Dieppe avec "Ivernel" sur Bugatti T35C -9es-; courses régulières jusqu'en 1929).
En 1928 il s'acheta sa première Bugatti T35 à titre privé.

## Palmarès

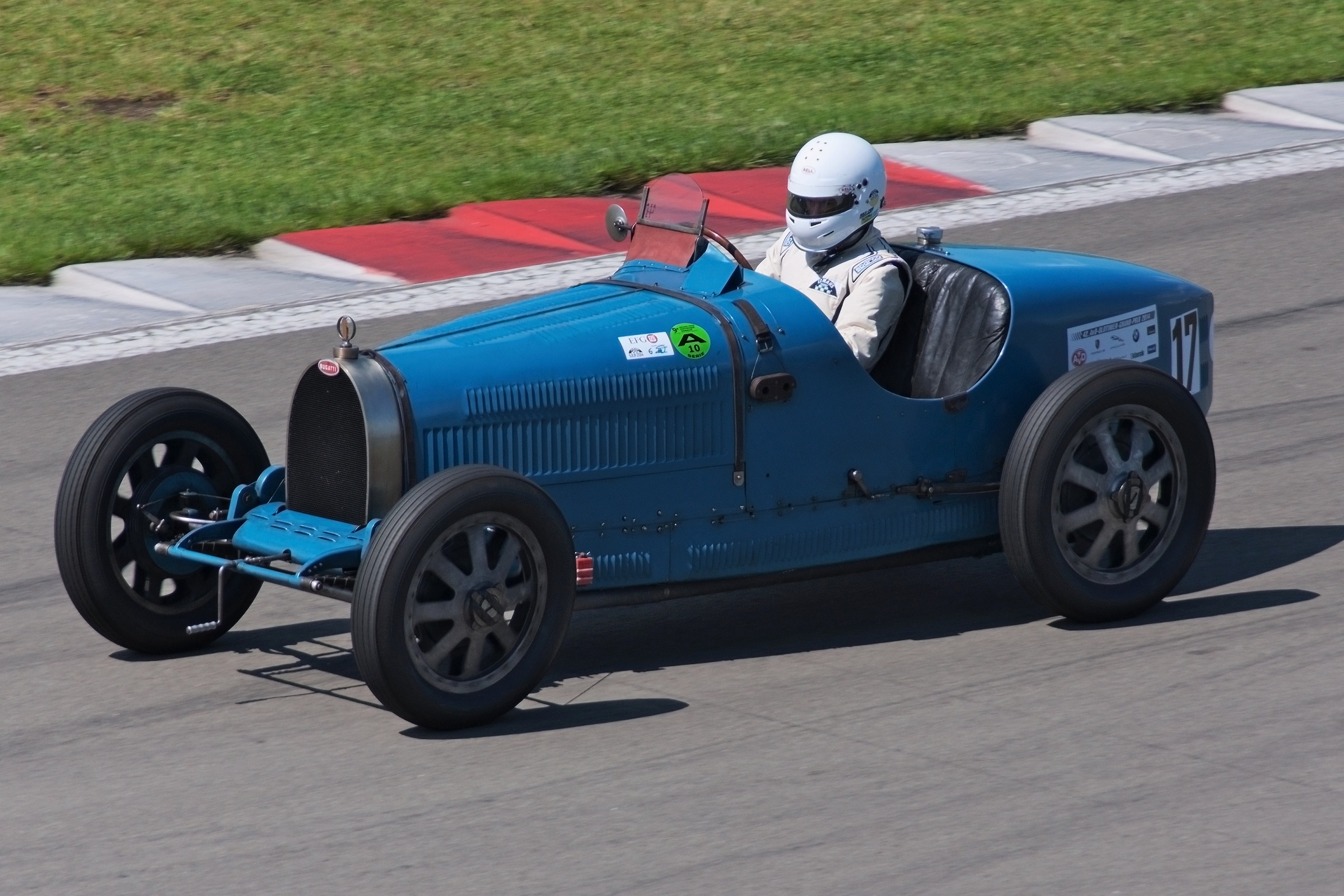
Une Bugatti T35C.

### Grand Prix (une victoire, pour dix podiums)
- Victoire au Circuit de Torvilliers en 1932, sur Bugatti T35 (à Troyes, devant Raymond Sommer);
  - 2e du Grand Prix de Picardie en 1928, sur Bugatti T35C;
  - 2e du Grand Prix de la Marne en 1928, sur Bugatti T35C;
  - 2e du Grand Prix de Boulogne en 1928, sur Bugatti T35C;
  - 2e du Grand Prix Bugatti en 1929, sur Bugatti (au Mans)[1];
  - 3e du Grand Prix de la Marne en 1925, sur Talbot;
  - 3e du Grand Prix de la Marne en 1926, sur Bignan;
  - 3e du Grand Prix du Comminges en 1927, sur Salmson[2];
  - 3e du Grand Prix de la Baule en 1928, sur Bugatti T35C;
  - 3e du Grand Prix de Bourgogne en 1929, sur Bugatti T35C;
  - 3e du Grand Prix du Comminges 1.5L. en 1929, sur Salmson;
  - 4e du Grand Prix de Comminges 1.1L. en 1926, sur Salmson;
  - 4e du Grand Prix de la Marne en 1929, sur Bugatti T35C;
  - 6e du Grand Prix de l'ACF en 1929, sur Bugatti T35C;

### Course de côte
- Champillion (Épernay, 1re édition), en 1929 sur Bugatti T35[3].